# Tenuipalpus ephedrae
Tenuipalpus ephedrae är en spindeldjursart som beskrevs av Livschitz och P. Mitrofanov 1970. Tenuipalpus ephedrae ingår i släktet Tenuipalpus och familjen Tenuipalpidae. Inga underarter finns listade i Catalogue of Life.